# Championnat du Japon de futsal
La F.League (en japonais : "F・リーグ", officiellement appelée : "日本フットサルリーグ", Nihon Futtosaru Rīgu) est la première division de futsal au Japon.
Le championnat remplace depuis 2007 le championnat national de futsal.

## Présentation
La ligue est fondée en 2007 comme un complément pour le tournoi d'élimination, (l'actuelle Puma Cup) qui regroupe les champions de futsal régionaux dans une phase finale d'élimination.
La ligue fonctionne sur la franchise sportive sans aucune promotion ou relégation. En 2009, le nombre de clubs est passé de 8 à 10 avec l'ajout du Fuchu Athletic et de l'Espolada Hokkaido.
Lors de la saison, les clubs se rencontrent 3 fois, une fois à domicile, une fois à l’extérieur et une troisième fois sur terrain neutre (généralement au Yoyogi National Gymnasium). La saison se déroule entre août et février, puis les 3 premiers clubs du classement jouent les playoffs sur deux matchs, une demi-finale entre le second et le troisième, puis une finale entre le vainqueur de ce match et le club numéro 1 au classement.
L'Ocean Arena Cup se joue chaque saison par les 12 équipes de F. League.

## Palmarès
| Saisons | Vainqueur     | Dauphin           | 3ème                     |
| ------- | ------------- | ----------------- | ------------------------ |
| 2007-08 | Nagoya Oceans | Bardral Urayasu   | Deução Kobe              |
| 2008-09 | Nagoya Oceans | Bardral Urayasu   | Deução Kobe              |
| 2009-10 | Nagoya Oceans | Pescadola Machida | Shriker Osaka            |
| 2010–11 | Nagoya Oceans | Deução Kobe       | Vasagey Oita             |
| 2011–12 | Nagoya Oceans | Shriker Osaka     | Deução Kobe              |
| 2012–13 | Nagoya Oceans | Shriker Osaka     | Fuchu Athletic           |
| 2013–14 | Nagoya Oceans | Shriker Osaka     | Vasagey Oita             |
| 2014–15 | Nagoya Oceans | Shriker Osaka     | Bardral Urayasu          |
| 2015–16 | Nagoya Oceans | Fuchu Athletic    | Shriker Osaka            |
| 2016–17 | Shriker Osaka | Pescadola Machida | Nagoya Oceans            |
| 2017–18 | Nagoya Oceans | Pescadola Machida | Shonan Bellmare          |
| 2018–19 | Nagoya Oceans | Shriker Osaka     | Tachikawa Fuchu Athletic |